# Schellerten
Schellerten ist eine Gemeinde im Osten des Landkreises Hildesheim in Niedersachsen (Deutschland). Sie ist landwirtschaftlich geprägt.

## Geographische Lage
Die Gemeinde Schellerten liegt am Rand der Hildesheimer Börde, direkt angrenzend an der Ilseder Börde, vgl. Braunschweig-Hildesheimer Lößbörde, am Südrand der Norddeutschen Tiefebene. Wenige Kilometer südlich des Kernorts liegt der Höhenzug Vorholz, der das Innerstebergland und damit auch die Mittelgebirgsschwelle einleitet. Im Norden der Ortschaft Schellerten entsteht durch den Zusammenfluss von Dingelber Klunkau und Dinklarer Klunkau der Bruchgraben.

## Geschichte
Die Gemeinde entstand am 1. März 1974 aus den folgenden zwölf Ortschaften, die auch heute noch die Gemeinde Schellerten bilden.
In Klammern die Einwohner am 31. Dezember 2023:
| - Ahstedt (436) - Bettmar (616) - Dingelbe (930) - Dinklar (1101) | - Farmsen (226) - Garmissen-Garbolzum (540) - Kemme (im Gau Valen) (459) - Oedelum (459) | - Ottbergen (1178) - Schellerten (Gemeindesitz) (1617) - Wendhausen (528) - Wöhle (271) |

### Ortschaft Schellerten

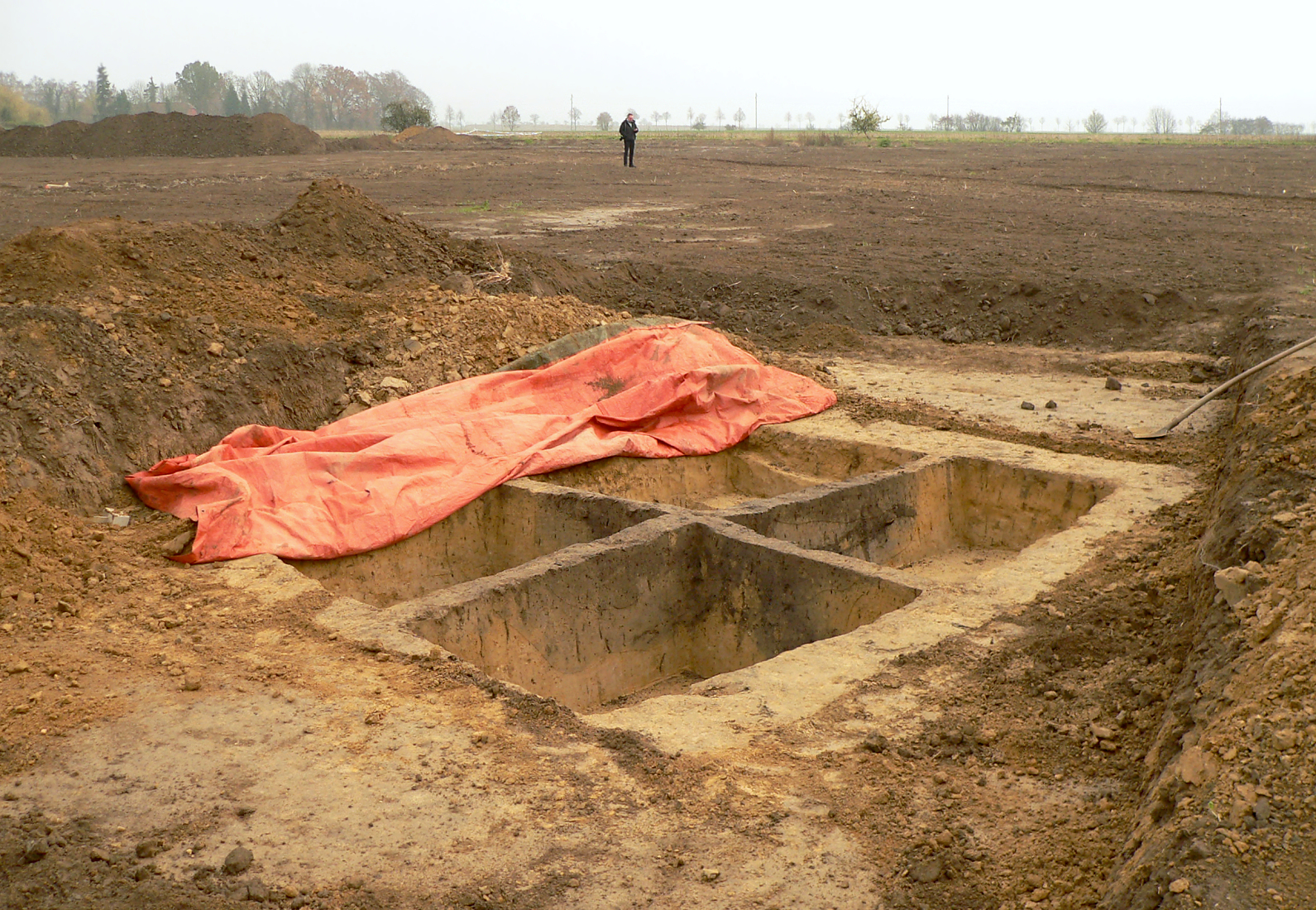
Ausgrabung einer vorgeschichtlichen Fundstelle in Schellerten, 2018

Bereits in vorgeschichtlicher Zeit war die Gegend um Schellerten besiedelt. Dies belegen eisenzeitliche Siedlungsreste und Artefakte, die im Jahr 2018 bei archäologischen Untersuchungen in einem Neubaugebiet am westlichen Rand der Gemeinde entdeckt wurden.
Schellerten wird erstmals 1244 namentlich genannt. In dieser ältesten datierten urkundlichen Erwähnung überträgt der Hildesheimer Bischof Konrad dem Hildesheimer Kreuzstift drei Hufen Land in Schelerthe.
Schellerten, im sogenannten Kleinen Stift des Hochstifts Hildesheim gelegen, wurde 1556 evangelisch-lutherisch. Trotz massiver Rekatholisierungsversuche unter Fürstbischof Ernst von Bayern (1573–1612) gelang die Wiedereinführung der katholischen Religion in Schellerten nicht mehr. Maßgeblichen Anteil daran hatten der Schellerter Pastor Ulrich Gerlandt sowie Herzog Heinrich Julius von Braunschweig, an den die Schellerter Bürger 1604 das Patronatsrecht an ihrer Kirche übertrugen. Unter Verletzung von Reichsrecht (Augsburger Religionsfrieden, Cuius regio, eius religio) sorgte der Herzog 1610 mit Waffengewalt dafür, dass Schellerten lutherisch blieb.
Zu Zeiten von Pastor Gerlandt stürzte 1603 der Schellerter Kirchturm ein. Erst 1615 war er wieder aufgebaut. Das 1766 gebaute Kirchenschiff der ev.-luth. Kirche ist mit einem Kanzelaltar und Orgelprospekt im Rokoko-Stil sowie drei Deckenfresken des Hildesheimer Barockmalers Joseph Gregor Winck ausgestattet. Sie zeigen Christi Geburt, Tod und Auferstehung.
Zwischen 1850 und 1861 fand die Spezialteilung der Gemeinheiten und Verkoppelung der Feldmark von Schellerten verbunden mit der Aufhebung der Feld- und Wiesenbehütung statt. Aus der bisher von verschiedensten Grundherren abhängigen bäuerlichen Gemeinschaft entstand eine Gemeinde mit selbständigen Bauern, die Eigentümer ihrer Ländereien sind.
1873 nahm die Ahstedt-Schellerter Zuckerfabrik AG ihren Betrieb auf. Sie produzierte bis 1964 selbständig Zucker aus den Rüben der Region. Dann fusionierte sie mit der Zuckerfabrik in Rethen (Leine). Der Betrieb lief in beiden Werken zunächst weiter. 1967 stellte die Ahstedt-Schellerter Zuckerfabrik ihren Betrieb ein. Das alte Zuckerfabriksgelände diente noch rund 15 weitere Jahre als Verladestation für Zuckerrüben, die nun in Rethen verarbeitet werden.
Seit 1974 ist die Ortschaft Schellerten Sitz der gleichnamigen, aus zwölf Orten bestehenden Einheitsgemeinde.
1986 veränderte der Bau einer Kartoffellagerhalle die heimische Landwirtschaft. Hatten sich seit dem letzten Drittel des 19. Jahrhunderts Zuckerrüben und Weizen zu den Hauptanbaufrüchten entwickelt, wurden in der Region nun auch vermehrt Kartoffeln angebaut.
Seit 2006 wächst Schellerten durch Wohnbebauung in größerem Ausmaß in Richtung Westen.

#### Ortschaftswappen
Der Rat der damaligen Gemeinde Schellerten wählte in den 1950er Jahren ein Gemeindewappen für Schellerten. Es zeigt einen Treppengiebel, der aus dem Wappen der Familie von Harlessem übernommen wurde. Die Hildesheimer Patrizierfamilie war erstmals 1439 mit Ländereien in Schellerten belehnt worden. In Anlehnung an das Schellerter Kirchensiegel, das einen Schlüssel zeigt, trägt das Giebelfeld zwei gekreuzte Schlüssel. Die Farben Rot und Gold weisen darauf hin, dass Schellerten einst zum Kernland des Hochstifts Hildesheim gehörte, dessen Farben die genannten sind.

### Ortschaft Dinklar

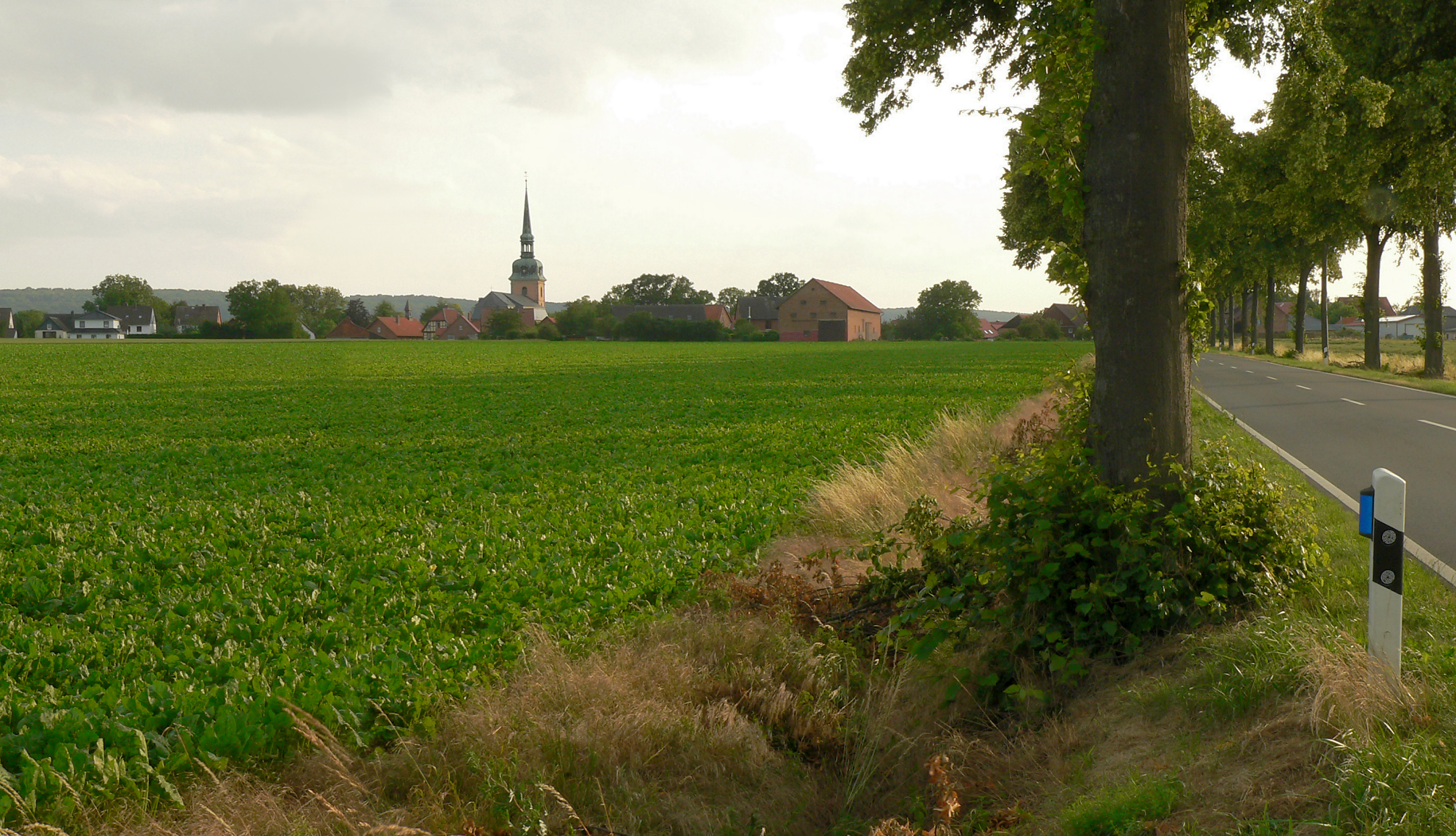
Blick von Osten auf Dinklar

Dinklar wird unter dem Namen Dinkelere als Hof des Sachsenherzogs Heinrich und Ort seiner Königswahl im Jahr 919 genannt und zählt damit zu den früh bezeugten Orten Niedersachsens. Der Name könnte auf eine Thingstätte hinweisen oder auf den Anbau von Dinkel oder Weizen. In diesem Ort errichtete der Bischof von Hildesheim um 1331 ein festes Haus, das abzureißen und dessen Gräben und Wälle zu beseitigen er 1333 der Stadt Hildesheim zusicherte. Weiteres ist zu dieser wahrscheinlich nördlich der Kirche gelegenen Burg nicht bekannt.
Südlich der Kirche ist noch der Hügel einer Motte Dinklar zu sehen, die wahrscheinlich mit dem von 1220 bis 1390 in den Schriftquellen nachweisbaren Ortsadelsgeschlecht von Dinklar zu verbinden ist, das im Hochstift Hildesheim das Marschallamt ausübte. Der Durchmesser des Hügels beträgt etwa 42 m, die Höhe etwa 4,35 m.

### Ortschaft Kemme
Kemme wurde 1025 erstmals urkundlich als ein Landgut mit Namen Kemnium erwähnt, das Bischof Sigebert von Minden von König Konrad II. als Geschenk erhielt. 1557 wurde in Kemme die protestantische Lehre eingeführt, doch erst 1653 wurde der Ort endgültig evangelisch. 1810 zählte man in Kemme 316 Einwohner in 47 Häusern. 1965 gewann Kemme den 1. Preis bei dem Wettbewerb „Unser Dorf soll schöner werden“. 1974 erfolgte die Eingemeindung nach Schellerten. Am 30. Juni 2009 hatte Kemme 476 Einwohner.

### Ortschaft Wendhausen
Wendhausen wurde 1206 als „Winethusen“ erstmals urkundlich erwähnt und im Laufe seiner Geschichte häufig geplündert und zerstört, da es an der Heerstraße Hildesheim–Goslar, der heutigen Bundesstraße 6, lag. Die Reformation wurde in Wendhausen 1556 eingeführt. Die Rekatholisierung blieb 1596 erfolglos, da fast alle Ländereien des Dorfes zu einem Gutshof gehörten, dessen Besitzer sich der Rekatholisierung erfolgreich widersetzte.

### Ortschaft Wöhle
Wöhle wurde 1178 erstmals urkundlich als Walete erwähnt und in weiteren Urkunden 1201 Welethe und 1401 Welede genannt. Die Edelherren von Meinersen gaben in Wolede iuxta Voreholte um 1220 ein Lehen von 1 Hufe an den bischöflich-hildesheimischen Marschall Konrad von Emmerke. Gemäß einem in der Zeit von 1593 bis 1616 geführten Prozess vor dem Reichskammergericht hat es in Wöhle eine Burg gegeben. Nachdem sich der Ort der Reformation angeschlossen hatte, traten 1643 die meisten Einwohner wieder zum katholischen Glauben über. 1589 hatte Wöhle 389 Einwohner, 1810 zählte man 333 Einwohner in 49 Häusern. Nach dem Zweiten Weltkrieg stieg die Einwohnerzahl von 361 auf 680 und sank danach. 1974 wurde Wöhle eine Ortschaft von der Gemeinde Schellerten. Am 30. Juni 2009 lebten in Wöhle, nach Farmsen der zweitkleinsten Ortschaft der Gemeinde Schellertens, 285 Menschen. St. Cosmas und Damian ist die römisch-katholische Kirche im Ort.

### Ortschaft Garmissen-Garbolzum
Garmissen wurde erstmals 1053 urkundlich erwähnt, als Heinrich III. (HRR) dem Azelin ein hiesiges Grundstück schenkte. Dort wird es als Germaredessun erwähnt, später wurde der Ortsname zu Garmsen verkürzt. Die Edelherren von Meinersen waren in Germardissem begütert. Sie gaben um 1280 als Lehen 2 Hufen und 2 Hofstellen an Johannes von Garmissen und 4 Hufen als Lehen an Hermann Sartor und seine Frau. Das Ortswappen wurde nach dem hier ansässigen Rittergeschlecht Garmissen gestaltet, das 1230 erstmals erwähnt wurde und das Rittergut bis 1814 besaß. Die Burg in Garmissen stand westlich des späteren Herrenhauses auf dem Gelände des heutigen Gutsparks, der vom Bruchgraben umflossen wird, sie wurde 1626 im Dreißigjährigen Krieg zerstört und danach durch das heutige Herrenhaus ersetzt. Dieses ist ein Fachwerkbau mit großer Hofanlage und Torhaus. 1815 übernahm Anton Schlüter aus Rhene das Gut, die Familie Schlüter verkaufte es 1984 an Sebastian Riepl-Bauer. Ferner existierte hier schon im 15. Jahrhundert eine Bockwindmühle. Die Kirche St. Lucas wurde 1489 gebaut und später umgebaut.
Auch Garbolzum wird in der Urkunde des Heinrich III. erwähnt, als Süd-Baldigehusun. Aus „Baldigehusun“ bildete sich offenbar mit der Zeit das verkürzte „Bolzum“, die jeweiligen Zusätze „Süd“ bzw. später „Gar-/Ger“ sind bisher noch nicht näher erforscht. Für die Zeit von 1170 bis 1190 ist ein Ascolfus von Garboldessen belegt. Im Jahr 1207 schenkte König Otto dem Kloster Marienwerder eine zu Garbolzum belegene Hufe Land. Die Edelherren von Meinersen waren in Gerboldissem begütert. Sie gaben aus ihrem Eigenbesitz 2 Hufen als Lehen um 1220 an Johannes von Garmissen und um 1340 ein Lehen von 5 Hufen an die von Saldern. Mitte des 16. Jahrhunderts wird Garbolzum als schon länger verlassene, wüst gefallene Dorfstätte erwähnt, in der sich gerade wieder jemand anzusiedeln begann.

## Politik

### Rat
Der Rat der Gemeinde Schellerten besteht aus 20 Ratsfrauen und Ratsherren. Die 20 Ratsmitglieder werden durch eine Kommunalwahl für jeweils fünf Jahre gewählt. Die aktuelle Amtszeit begann am 1. November 2021 und endet am 31. Oktober 2026. Stimmberechtigt im Rat ist außerdem der hauptamtliche Bürgermeister Fabian von Berg (CDU).
Bei der letzten Kommunalwahl vom 12. September 2021 ergab sich folgende Sitzverteilung im Rat:
| Rat 2021Insgesamt 20 Sitze - Grüne: 2 - SPD: 7 - CDU: 11 |

### Bürgermeister
Hauptamtlicher Bürgermeister der Gemeinde Schellerten ist Fabian von Berg (CDU). Bei der letzten Bürgermeisterwahl am 12. September 2021 setzte er sich mit 63,5 % der Stimmen gegen den Kandidaten der SPD durch. Die Wahlbeteiligung lag bei 67,43 %.

### Ortsrat
Die Ortschaft Schellerten hat einen eigenen Ortsrat, welcher aus sieben Mitgliedern inklusive einem Ortsbürgermeister besteht. Die letzte Kommunalwahl vom 12. September 2021 ergab folgende Sitzverteilung:
| Ortsrat 2021Insgesamt 7 Sitze - SPD: 3 - CDU: 4 |

Vom Ortsrat gewählter Ortsbürgermeister ist August-Ludolf Ohlms (CDU).

### Wappen
Das Wappen der Gemeinde Schellerten zeigt auf einem 12-fach rot-gold geständertem Schild ein rotes Herzschild mit einem silbern bordiertem schwarzen Werkrad mit 12 Zähnen,
belegt mit 3 gebündelten goldenen Ähren.

### Flagge
Die Gemeindeflagge ist rot-gold und trägt zusätzlich das Wappen der Gemeinde.

### Gemeindepartnerschaft
Seit 1997 ist die Gemeinde Schellerten mit dem Amt Niemegk in Brandenburg durch eine Partnerschaft verbunden.

## Kultur und Sehenswürdigkeiten

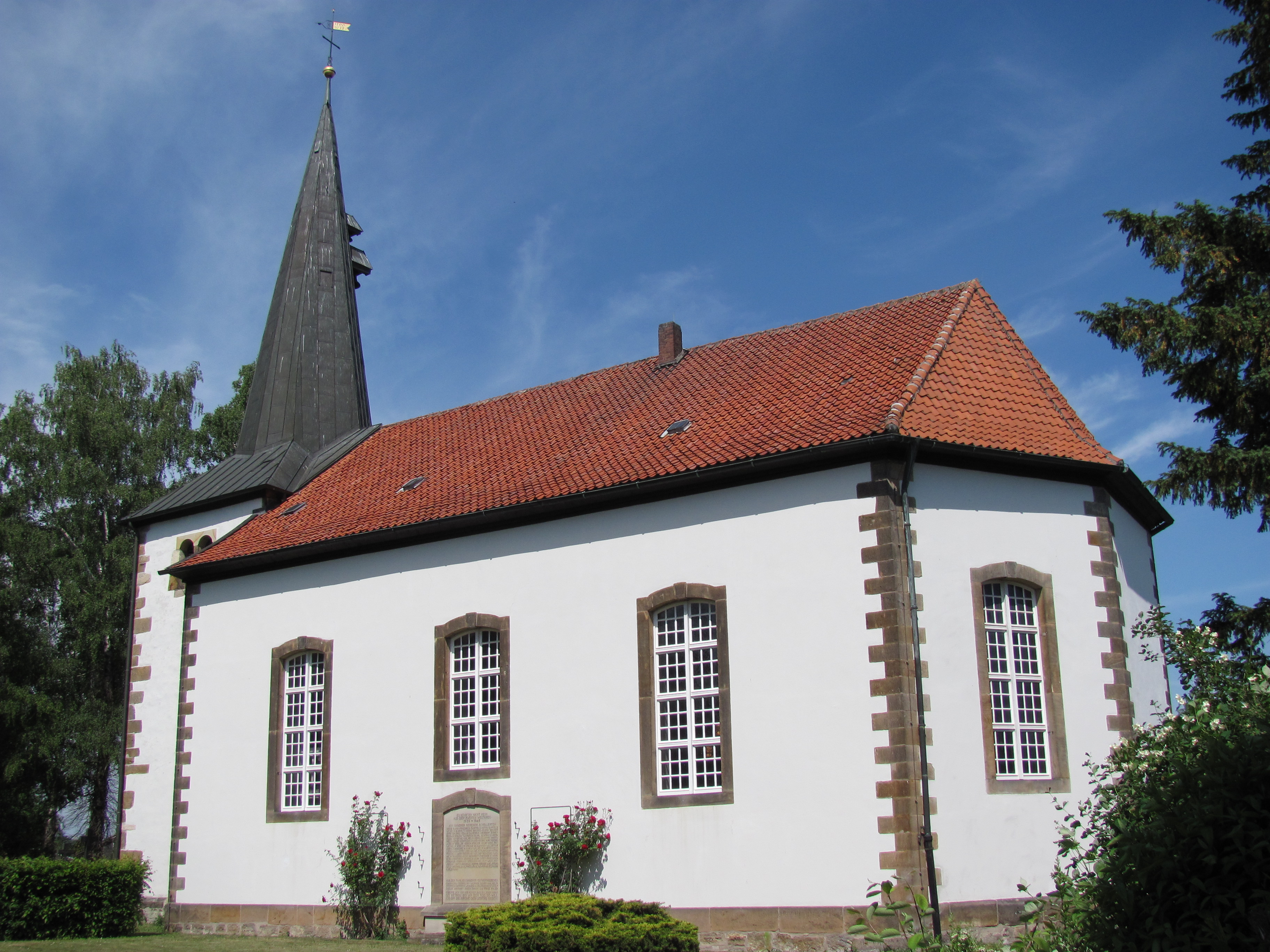
Ev.-luth. Kirche, Schellerten

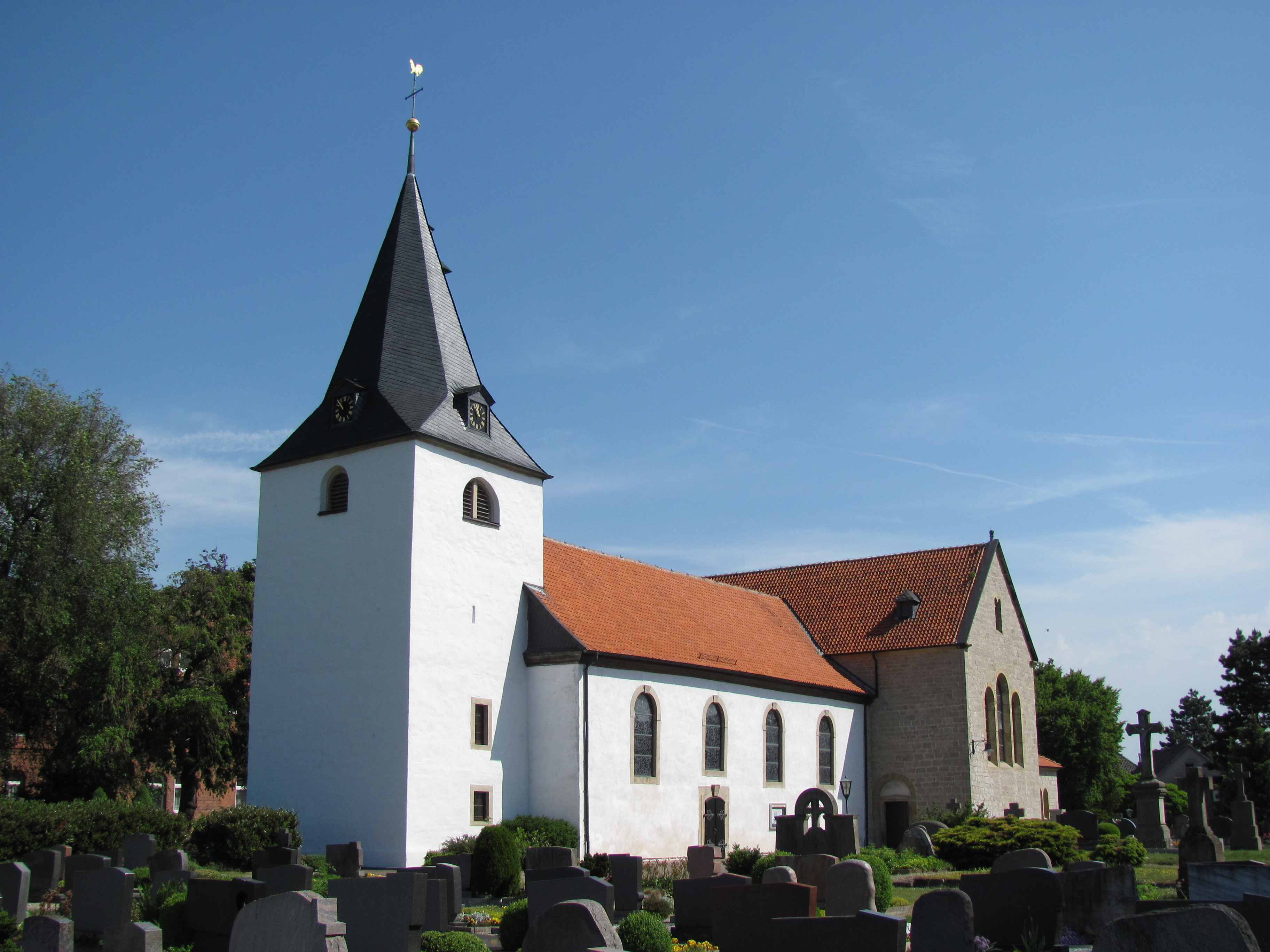
St.-Michaeliskirche, Dingelbe

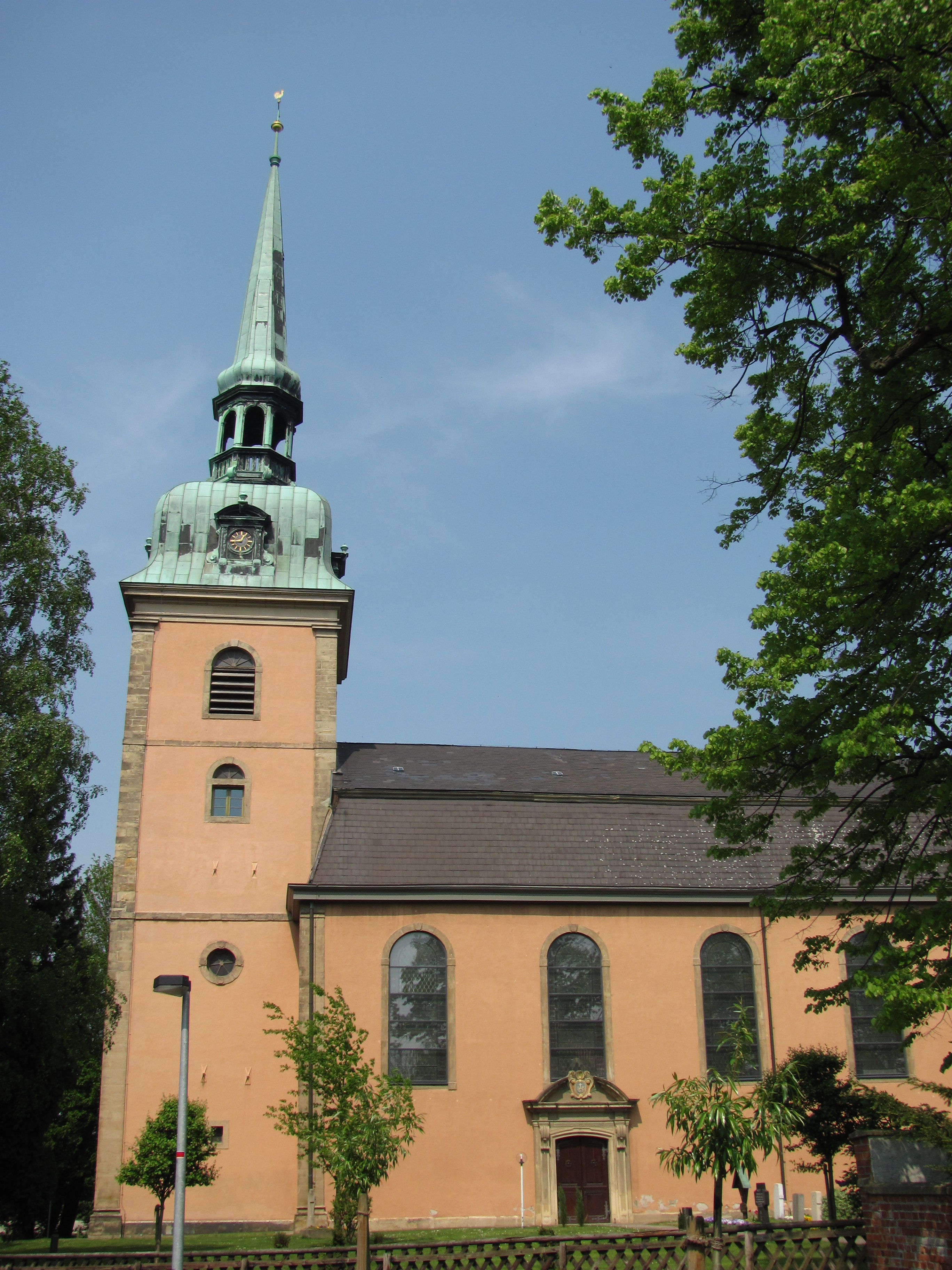
St.-Stephanus-Kirche, Dinklar

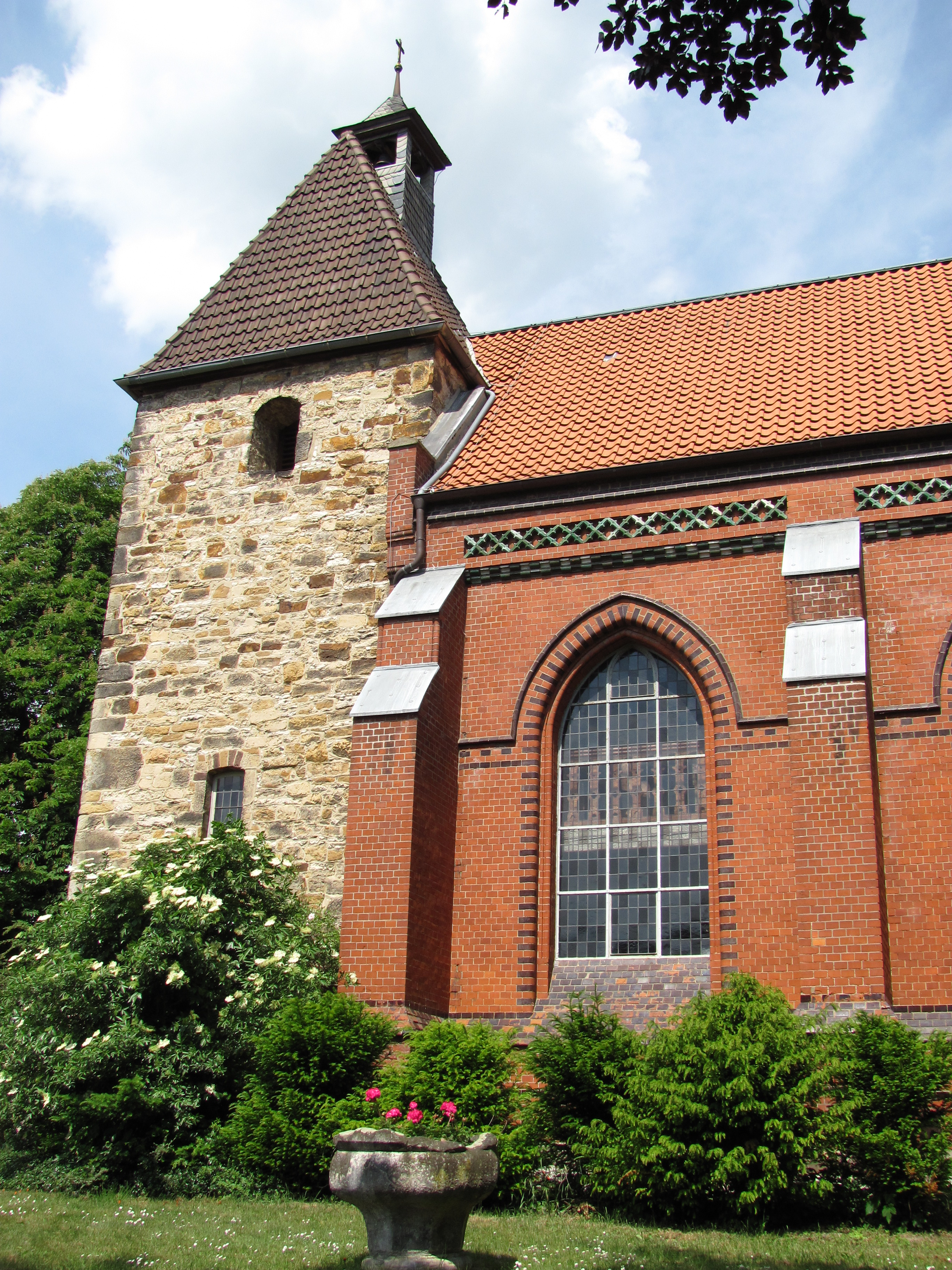
St.-Georgs-Kirche, davor ehemaliges Taufbecken, Kemme

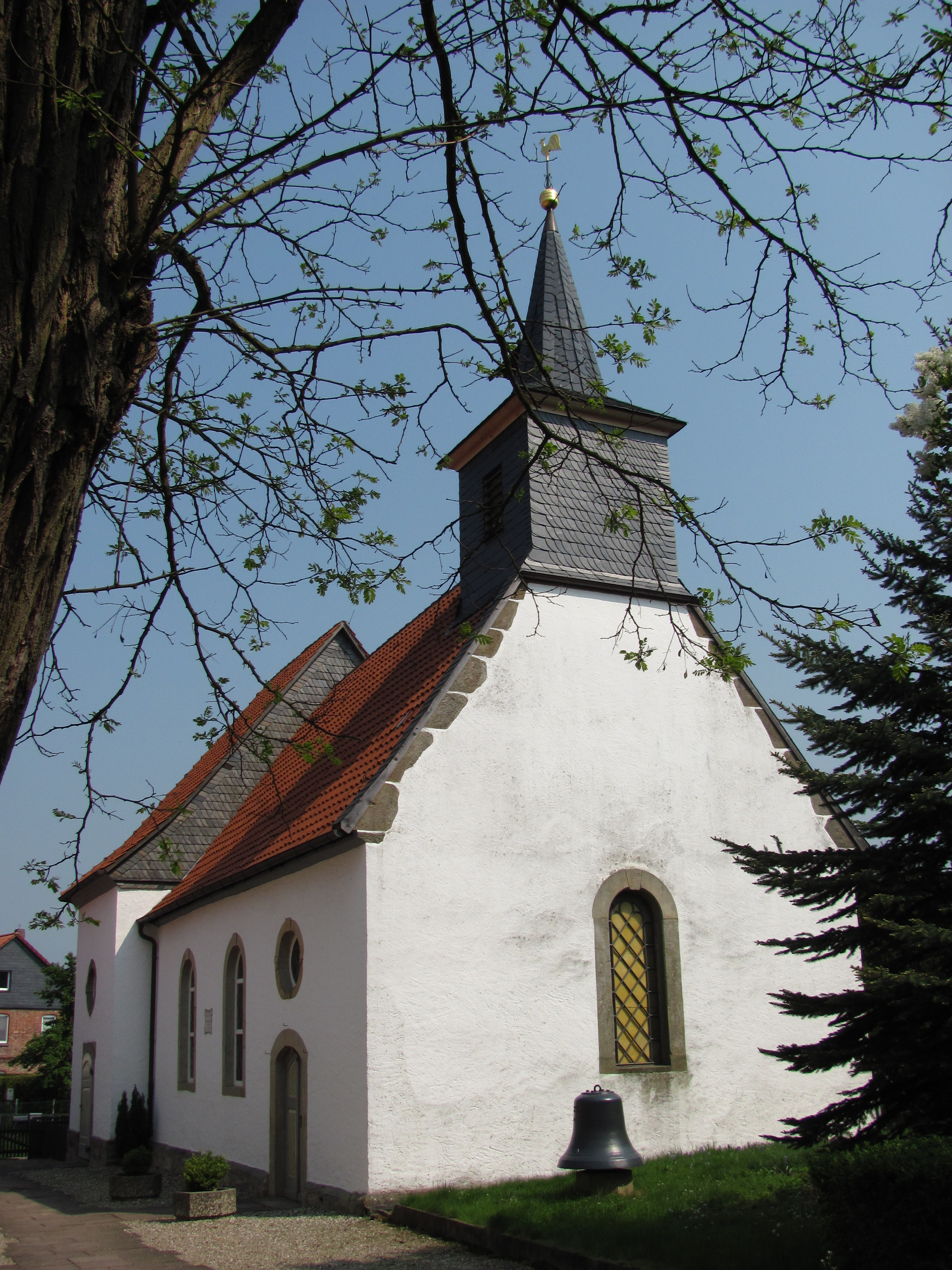
Thomaskirche, Wendhausen

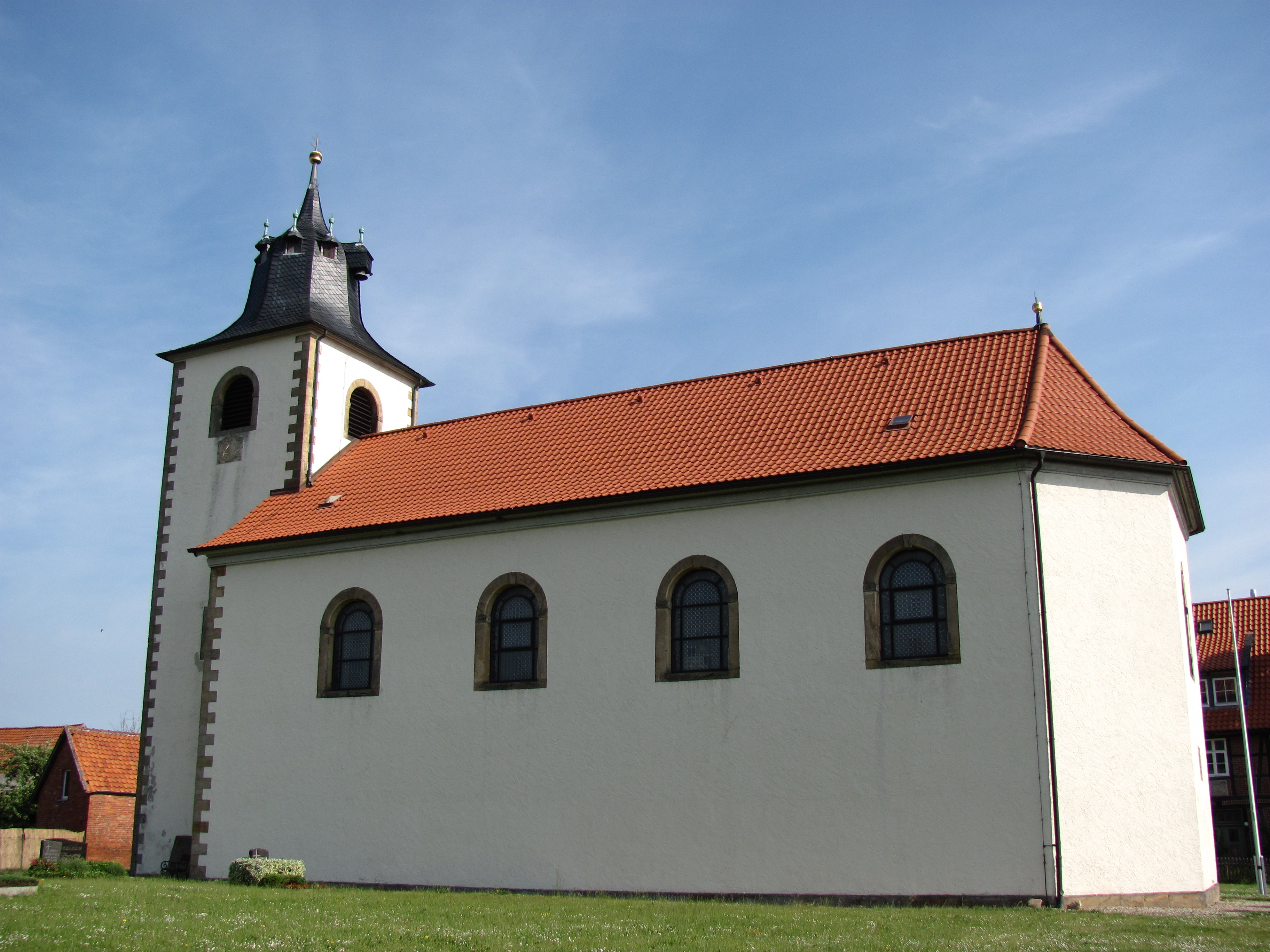
St. Cosmas und Damian, Wöhle

### Ortschaft Schellerten
Die ev.-luth. Kirche Schellerten wurde von 1766 bis 1771 erbaut, der Turm der Kirche ist jedoch erheblich älter. Sehenswert ist das Deckengemälde (1769) des Barockmalers Joseph Gregor Winck (1710–1781) sowie der Kanzelaltar, der 1769 von dem Hildesheimer Künstler Johann Caspar Mohr im Stil des Rokoko gestaltet wurde. Von ihm stammt auch der Orgelprospekt, der 1889 erweitert wurde. Die Orgel selbst wurde 1769 von dem Hildesheimer Orgelbaumeister Johann Conrad Müller gefertigt und 1956/1957 sowie 1988/1989 renoviert. Auf dem Friedhof an der Kirche befinden sich Gräber und Grabdenkmale aus dem 19. und 20. Jahrhundert.

### Ortschaft Dingelbe
Im Nordostbereich der Ortschaft bestand im Mittelalter der sogenannte „Erbschenkenhof“, der von 1294 bis 1589 Lehen des Bistums Hildesheim an die Herren von Cramm war. Die Burg und der Hof waren mit dem hohen Amt des Erbschenken verbunden. Ihre Nachfolger waren die Herren von Veltheim, die das Gut 1764 an das Domkapitel Hildesheim veräußerten. Nach der Säkularisation des Domstiftes wurde das Gut in zwei landwirtschaftliche Betriebe geteilt. Im Park befinden sich die Überreste einer hochmittelalterlichen Turmhügelburg und einer dazugehörigen Wassermühle. Ursprünglich wurde der Aushub eines kreisrunden Grabens von 50 Metern im Durchmesser und etwa 12 Metern Breite nach innen zu einem Hügel von 27 Meter Durchmesser und drei Meter Höhe aufgeworfen. Bei einer geomagnetischen Prospektion zeichnete sich auf dem Hügelplateau eine rechteckige Struktur von ca. 5 × 6 m Größe ab, die möglicherweise ein Turmfundament darstellt.  Das könnte ein doppel- oder eingeschossiges massives Gebäude mit Fachwerkaufbauten gewesen sein.
Die katholische Kirche St. Michael ist ein verputzter Saalbau von 1786. Der Turm ist allerdings erheblich älter und könnte im 15. Jahrhundert erbaut sein. 1899 wurde die Kirche durch den Anbau eines Querhauses mit Chor und Apsis im Stil der Neoromanik erheblich vergrößert. Die Orgel wurde 1904 gebaut. In den 1970er Jahren wurde die Kirche, die über rund 200 Sitzplätze verfügt, erheblich umgestaltet, u. a. erhielt sie 1973/74 die jetzigen, neuen Fenster. Im Langhaus ist die Kopie einer gotischen Pieta beachtenswert, deren Original zwischen 1410 und 1450 angefertigt wurde und im Dommuseum Hildesheim zu sehen ist. Seit 2014 gehört die Kirche zur Pfarrei St. Nikolaus mit Sitz in Ottbergen.

### Ortschaft Dinklar
Die weithin sichtbare katholische Kirche St. Stephanus in der Ortschaft Dinklar, ein verputzter Bruchsteinbau mit einem Tonnengewölbe, wurde im Stil des Barock erbaut und ist mit über 300 Sitzplätzen für ein Dorf von der Größe Dinklars auffallend groß. Sie wurde 1742 fertiggestellt. Von der barocken Innenausstattung fällt besonders der überaus große Hochaltar auf. In der Kirche wird ebenfalls ein Grabstein von 1819 aufbewahrt, der auf beiden Seiten mit Reliefs der Kreuzigung Jesu bzw. einer Mariendarstellung verziert ist. Er stand ursprünglich in der Feldmark zwischen Dinklar und Kemme. Seit 2014 gehört die Kirche zur Pfarrei St. Nikolaus mit Sitz in Ottbergen.

### Ortschaft Kemme
Die evangelisch-lutherische St.-Georgs-Kirche in Kemme hat einen gut erhaltenen Turm aus Bruchsteinen, über dessen Eingang die Jahreszahl 1574 eingemeißelt ist. Der Turm dürfte jedoch erheblich älter sein. Mehrere seiner Fenster sind unschwer als frühere Schießscharten erkennbar. Der Turm mit seinen auffallend dicken Mauern hat heute die Funktion einer Eingangshalle, in ihm befindet sich auch der Aufgang zur Orgelempore. Das Kirchenschiff wurde 1891/92 von dem Hildesheimer Architekten Werner Söchtig in neogotischem Stil erbaut, nachdem das ursprüngliche Langhaus 1890 abgerissen worden war. Der Altar sowie das Taufbecken bestehen aus Eichenholz und wurden 1891 von dem Hildesheimer Bildhauer und Kunsttischler Carl Bütefisch gefertigt. Die Kirche wurde 1962 sowie 1987/88 renoviert. Vor ihr ist ein Sakramentshäuschen aus Sandstein zu sehen, das mit typisch gotischen Verzierungen versehen ist. Südlich der Kirche wurde auf einer Rasenfläche ein steinernes, achteckiges Taufbecken aufgestellt, das bis 1890 im Langhaus der Kirche stand.

### Ortschaft Wendhausen
Die evangelische Thomaskirche im alten Ortskern Wendhausens wurde bereits 1297 erbaut und überstand als einziges Gebäude des Ortes einen Brand, dem zu Beginn des 15. Jahrhunderts das gesamte Dorf zum Opfer fiel. Der Kanzelaltar wurde 1697–1701 angefertigt und wird dem Hildesheimer Künstler A. Bartels zugeschrieben. Statt eines Kirchturmes hat die Kirche, deren Westteil im Stil der Gotik erbaut wurde, einen mit Schiefer verkleideten Dachreiter, der 1840 nachträglich errichtet wurde. Aus der Zeit der Gotik stammt noch die steinerne Mensa des Altars. 2005 wurde die Kirche umfassend renoviert. Vor ihr steht eine Glocke, die 1817 in Bockenem gegossen wurde. Hier heiratete am 19. April 1786 Albrecht Daniel Thaer (1752–1828), der Begründer der modernen Agrarwissenschaft, woran eine Gedenktafel erinnert.

### Ortschaft Wöhle
In Wöhle ist die 1717–19 erbaute, barocke Kirche St. Cosmas und Damian sehenswert, die 1979–84 renoviert wurde. Der achteckige Kirchturm ist mit acht Gauben geschmückt. Die Ausstattung der katholischen Kirche mit einem Barockaltar und zwei Seitenaltären stammt teilweise noch aus dem 17. Jahrhundert, ein Kruzifix sogar aus der ersten Hälfte des 16. Jahrhunderts. Die Kanzel ist von 1748, die Orgel wurde gegen Ende des 17. Jahrhunderts gebaut. Seit 2014 gehört die Kirche zur Pfarrei St. Nikolaus mit Sitz in Ottbergen. Neben der Kirche befindet sich eine Lourdesgrotte.

## Wirtschaft und Infrastruktur

### Verkehrsanbindung
Das Gemeindegebiet wird von den Bundesstraßen 1 und 6 sowie der Bahnstrecke Hildesheim–Braunschweig durchquert. Der Ort verfügt jedoch über keinen Bahnhof, der nächste Zughalt befindet sich in Hoheneggelsen.

### Bildung

#### Ortschaft Schellerten
- DRK-Kindergarten
- Grundschule Bördeschule Schellerten-Dinklar

### Soziale Einrichtungen
Der Seniorenwohnpark Schellerten gliedert sich in ein Alten- und Pflegeheim mit 80 Plätzen sowie einer Wohnanlage mit 24 betreuten Altenwohnungen für Senioren der Gemeinde Schellerten und des östlichen Landkreises Hildesheim. Das Heim erbringt Pflegemaßnahmen als vollstationäre Pflege, befristete Kurzzeitpflege und Verhinderungspflege.

### Sport

#### Ortschaft Schellerten
- Sporthalle, Holztrifft
- Sport- und Tennisplatz, Ahstedter Straße
- Schießsportanlage, Berliner Straße

## Persönlichkeiten
- Christoph Daniel Ebeling (1741–1817), Hamburger Aufklärer, Amerikanist, Pädagoge, Musikkritiker und Bibliothekar, geboren in der Ortschaft Garmissen
- Heinrich Jasper (1875–1945), Politiker (SPD), NS-Opfer
- Karl Lütge (1875–1967), Lehrer und Kirchenmusiker, geboren in der Ortschaft Ahstedt
- Johannes Flögel (1901–1971), Landtagsabgeordneter und Bürgermeister von Schellerten (CDU)
- Hubertus Rolshoven (1913–1990), deutscher Industriemanager, Vorstandsvorsitzender der Saarbergwerke AG, geboren in Schellerten
- Moritz Bormann (* 1939), Künstler, lebt u. a. in Schellerten
- Brigitte Tast (* 1948), Künstlerin, lebt in Schellerten[34]
- Mathias Freund (1949–2023), Hämatologe, Onkologe und Hochschullehrer
- Bernhard Brinkmann (1952–2022), Politiker (SPD), geboren in der Ortschaft Dinklar, von 1998 bis 2013 Bundestagsabgeordneter